# Frontières des Samoa
Les Samoa, État archipélagique d'Océanie, possède des frontières avec quatre pays, toutes maritimes : les États-Unis, la France, la Nouvelle-Zélande et les Tonga.

## Histoire

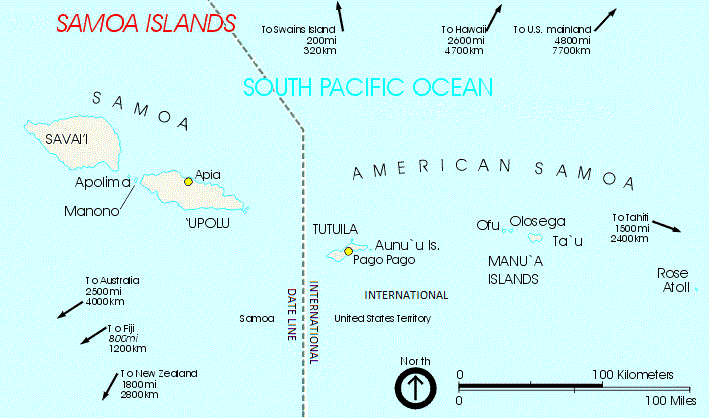
Samoa et Samoa Américaines sont séparées par la frontière entre les Samoa et les États-Unis.

L'archipel des Samoa est convoité à la fin du XIXe siècle par trois puissances européennes concurrentes : le Royaume-Uni, l'Allemagne et les États-Unis. Elles y installent des comptoirs et s'arrogent de plus en plus de terres, tout en s'impliquant de plus en plus dans les luttes internes entre les différentes chefferies samoanes
Cela mène à une guerre civile, et culmine avec la crise des Samoa. La situation est réglée temporairement par le traité de Berlin de 1889, qui établit un condominium où les trois pays gouverneraient conjointement. Néanmoins, les guerres entre factions samoanes rivales continuent et en 1899, les puissances coloniales se partagent les Samoa entre l'Allemagne (Samoa allemandes) et les États-Unis (Samoa Américaines), tandis que les Britanniques abandonnent leur prétentions territoriales en échange d'autres colonies. La frontière entre les Samoa et les États-Unis est alors tracée, en séparant l'archipel le long du 171e méridien ouest.
Après avoir été gouvernées par l'Allemagne, les Samoa passent sous le contrôle de la Nouvelle-Zélande en 1914. Les Samoa prennent leur indépendance en 1962. 
Les frontières des Samoa ne sont pas délimitées formellement et autorités samoanes visent une définition de l'ensemble de leurs frontières maritimes d'ici 2025.